# Piaski (powiat ełcki)
Piaski (niem. Piasken, w latach 1927-45 Klein Rauschen) – wieś w Polsce położona w województwie warmińsko-mazurskim, w powiecie ełckim, w gminie Ełk.
"Bernard von Balzhofen, kontor brandenburski, nadaje r. 1474 Miszucie 20 włók celem założenia dannickiej wsi niemieckiej. — R. 1600 mieszkają w Piaskach sami Polacy.
W latach 1975–1998 miejscowość należała administracyjnie do województwa suwalskiego.